# 桐坪镇 (南部县)
桐坪镇，原为桐坪乡，是中华人民共和国四川省南充市南部县下辖的一个乡镇级行政单位。2019年10月，撤销桐坪乡和店垭乡，设立桐坪镇，以原桐坪乡和原店垭乡所属行政区域为桐坪镇的行政区域。

## 行政区划
桐坪镇下辖以下地区：
卫星村、青松村、分水村、光辉村、洪丰村、李庄村、灯塔村、石鼓村、群英村、利华村和东风村，葵花村、紫荆村、回龙村、石龙村、红岭村、红庄村、胜利村、沙溪村、荷花村、南桥村和新堰村。